# Ari Guðmundsson
Ari Friðbjörn Guðmundsson (ur. 14 lub 18 września 1927 W Reykjavíku,  zm. 6 września 2003 tamże) – islandzki skoczek narciarski i pływak, uczestnik letnich i zimowych igrzysk olimpijskich.

## Życiorys
Urodził się 14 września (lub 18 września) 1927 jako drugie z trójki dzieci Guðmundura Halldórssona i Fríðy I. Aradóttir. Miał dwoje rodzeństwa, którymi byli: Halldór i Hjördís Nielsen.
W młodości kształcił się w szkole Austurbæjar. Od 1943 do końca swego życia pracował w Islandzkim Banku Narodowym.
21 października 1950 wziął ślub z Kötlu Ólafsdóttur, z którą miał trzech synów i jedną córkę (córka Fríða Svala, oraz synowie: Atli, Vilborg i Guðmundur).
Zmarł 6 września 2003 w Reykjavíku. Jego ceremonia pogrzebowa odbyła się w jego rodzinnym mieście, 15 września 2003 w godzinach popołudniowych.

## Przebieg kariery
Od lat młodzieńczych aktywnie uprawiał sport. Przez pewien czas był uważany za najlepszego pływaka w swoim kraju, toteż znalazł się w kadrze Islandii na Letnich Igrzyskach Olimpijskich 1948 w Londynie. Wystąpił tam w dwóch konkurencjach: w wyścigu stylem dowolnym na 100 oraz 400 metrów, jednak w obu odpadł w eliminacjach, za każdym razem zajmując piąte miejsce w szóstym wyścigu eliminacyjnym. W pierwszej konkurencji uzyskał czas 1:01,6, a w drugiej – 5:16,2.
Startował także w skokach narciarskich. W 1952 wziął udział w zimowych igrzyskach olimpijskich. Był jedynym reprezentantem kraju w skokach na tych igrzyskach. W konkursie głównym oddał dwa skoki na odległości 60 i 59 metrów, które uplasowały go na 35. miejscu wśród 43 zawodników startujących.
Był też związany z golfem. W latach 1969–1978 był członkiem zarządu jednego z lokalnych klubów golfowych ze stolicy, ponadto w latach 1976–1978 był prezesem klubu. Był także przewodniczącym Islandzkiego Związku Golfa.

### Igrzyska olimpijskie
Pływanie
| Data          | Konkurencja           | Eliminacje | Eliminacje | Półfinał | Półfinał | Finał | Finał   | Źródło      |
| Data          | Konkurencja           | Czas       | Miejsce    | Czas     | Miejsce  | Czas  | Miejsce | Źródło      |
| ------------- | --------------------- | ---------- | ---------- | -------- | -------- | ----- | ------- | ----------- |
| 30 lipca 1948 | 100 m stylem dowolnym | 1:01,6     | 5.         | NQ       | NQ       | NQ    | 20.     | [ 1 ] [ 5 ] |
| 31 lipca 1948 | 400 m stylem dowolnym | 5:16,2     | 5.         | NQ       | NQ       | NQ    | 29.     | [ 1 ] [ 6 ] |

Skoki narciarskie
| Data           | Skocznia | Konkurs | Skok 1    | Skok 1 | Skok 2    | Skok 2 | Nota łączna | Miejsce | Strata | Zwycięzca        | Źródło |
| Data           | Skocznia | Konkurs | Odległość | Nota   | Odległość | Nota   | Nota łączna | Miejsce | Strata | Zwycięzca        | Źródło |
| -------------- | -------- | ------- | --------- | ------ | --------- | ------ | ----------- | ------- | ------ | ---------------- | ------ |
| 24 lutego 1952 | normalna | ind.    | 60,0      | 89,0   | 59,0      | 94,0   | 183,0       | 35.     | 43,0   | Arnfinn Bergmann | [ 4 ]  |